# 湖南辛亥革命人物纪念馆
湖南辛亥革命人物纪念馆位于中国湖南省长沙市长沙县黄兴镇，毗邻黄兴故居，是一座介绍辛亥革命中湖南人的活动事迹的博物馆。
介绍的人物包括黄兴、宋教仁、蔡锷、蒋翊武、刘揆一、焦达峰、谭人凤、陈天华等60多位。

## 沿革
2010年11月，正值辛亥革命100周年，湖南省辛亥革命人物纪念馆开始在湖南省长沙县黄兴镇开始建设。
2011年9月26日，湖南省辛亥革命人物纪念馆举行奠基仪式，全国人大常委会副委员长、民革中央主席周铁农出席仪式。
2015年10月10日，湖南辛亥革命人物纪念馆正式开馆。
2019年8月26日，新党主席郁慕明等参观湖南省辛亥革命人物纪念馆。

## 建筑
湖南辛亥革命人物纪念馆总建筑面积5000平方米，分为上下两层。湖南辛亥革命人物纪念馆通过文字、图片、实物、雕塑、场景、多媒体等方式介绍湖南籍贯革命烈士的丰功伟绩。